# شناخت موقعیتی
شناخت موقعیتی (به انگلیسی: situated cognition)، نظریه‌ای است که بیان می‌دارد دانش از کنش‌ها جداناپذیر است، استدلالش این است که: همه دانش در بستر فعالیت‌های اجتماعی، فرهنگی و فیزیکی مقید بوده و در این بسترها واقع شده‌است.
برمبنای این فرضیه که نیازمند تغییری معرفت‌شناختی از تجربه‌گرایی است، نظریه پردازان موقعیتی، مدلی از دانش را پیشنهاد می‌نمایند که مستلزم تفکر فوری است، نه ذخیره و بازیابی دانش‌های مفهومی. اساساً، شناخت نمی‌تواند از بستر جدا ساخته شود. بلکه دانستن «در همان موقعیت» خود وجود داشته و از بستر، فعالیت‌ها، مردم، فرهنگ و زبان جدایی ناپذیر است؛ بنابراین، یادگیری از منظر کارکرد مؤثر و فزاینده یک شخص در موقعیت‌های مختلف دیده می‌شود نه از منظر گردآوری دانش، چون آنچه دانسته می‌شود به وسیله عامل و بستر به‌طور مشترک تعیین می‌گردد.

## تاریخچه
با این که شناخت موقعیتی در اواخر قرن بیستم در حوزه روانشناسی تعلیمی به رسمیت شناخته شد، اما با حوزه‌های قدیمی تر مانند نظریه انتقادی (مکتب فرانکفورت، ۱۹۳۰ میلادی؛ فریری،‏ ۱۹۶۸ میلادی)، انسان‌شناسی (جین لیو و ایتن ونگر،‏ ۱۹۹۱ میلادی)، فلسفه (مارتین هایدگر، ۱۹۶۸ میلادی)، تحلیل گفتمان انتقادی (فیرکلاف،‏ ۱۹۸۹ میلادی) و نظریات زبان‌شناسی اجتماعی (باختین،‏ ۱۹۸۱) که روایت حقیقی بودن دانش عینی و اصول تجربه‌گرایی کانتی را رد نموده دارای اصول مشترک است.
کارهای لوسی ساچمن در رابطه به کنش موقعیتی، در آزمایشگاه‌های زیراکس‏ در راستای مشهورسازی این ایده که درک یک فاعل از این که چگونه یک کار را انجام دهد، ناشی از تعامل وی با موقعیت اجتماعی و مادی (مثل دخالت فناوری) است که در آن عمل می‌نماید، اهمیت زیادی داشت. چشم‌اندازهای اخیر در رابطه با شناخت موقعیتی، بر روی مفهوم هویت‌سازی نشأت گرفته و روی آن متمرکز می‌باشد، چون مردم بیشتر از طریق تعاملات درون جوامع کاری، در ارتباط با معانی مذاکره می‌کنند. نگرش‌های شناخت موقعیتی در حوزه‌های آموزش، طراحی دستوری، جوامع آنلاین و هوش مصنوعی (به بروکس، کلنسی مراجعه کنید) بکار رفته‌اند. شناخت بنیادی که به مطالعه نقش شبیه‌سازی‌ها و تجسم‌ها در شناخت می‌پردازد، شامل نظریات زبان‌شناسی شناختی، کنش موقعیتی، شبیه‌سازی و شبیه‌سازی اجتماعی می‌باشد. تحقیقات در راستای درک زبان تجسم‌یافته، حافظه و نمایش دانش کمک فراوانی نموده‌است.
شناخت موقعیتی، نگرش‌های گوناگونی را تحت تأثیر خود قرار می‌دهد که شامل این موارد است: از مطالعه انسان‌شناسی رفتار انسان در زمینه کارهای تسهیل شده توسط فناوری، یا در میان جوامع کاری گرفته تا روانشناسی بوم‌شناختی چرخه ادراکی-کنشی و دینامیک‌های عمدی و حتی تحقیقات در حوزه رباتیک و کار در زمینه عوامل خودمختار در ناسا و سایر مکان‌ها (مانند کارهای دبلیو. جی. کلنسی). تلاش‌های اولیه برای تعریف شناخت موقعیتی متمرکز بر مقایسه این نظریه نوظهور با نظریات غالب مربوط به پردازش معلومات در روانشناسی شناختی بودند.
در این اواخر نظریه پردازان به رابطه نزدیک میان شناخت موقعیتی، مطالعات جدید در عرصه سواد و تحقیقات جدید سواد آموزی پی‌برده‌اند (جی،‏ ۲۰۱۰). این رابطه بعد از درک این موضوع هویدا شد که شناخت موقعیتی مدعی است که افراد از طریق تجارب می‌آموزند. می‌توان گفت که این تجارب و مهم‌تر از آن، عوامل دخیلی که در جریان این تجارب روی توجه تاثیرگذارند، از ابزارها، فناوری و زبانی که توسط گروه‌های اجتماعی و فرهنگی استفاده می‌شود و همچنین از معانی که توسط گروه‌های جمعی به این عوامل دخیل داده می‌شود، متأثر می‌گردند. تحقیقات جدید در حوزهٔ سواد آموزی، شرایط و احتمالات استفاده از ابزار و زبان توسط افراد و چگونگی تغییراتی مانند اینترنت و فناوری ارتباطات بر روی سطح سواد را مورد بررسی قرار می‌دهند.

## واژه‌نامه
| اصطلاح                   | تعریف |
| ------------------------ | --- |
| قابلیت                   | ویژگی‌های موجود در محیط، توسط بخش معلومات (میدان جریان) یک فرد مشخص شده که احتمالات عملکرد را نشان داده و در دسترس عامل قرار دارند تا عامل به صورت مستقیم آنها را درک نموده و بر مبنای آن عمل نماید.                                           |
| توجه و نیت               | بعد از اینکه یک نیت (هدف) مشخص شد، ادراک (توجه) یک عامل به سمت قابلیت محیط همسو می‌گردد. همسویی همسویی عبارت از یک حالت ثبات آگاهی نسبت به قابلیت‌های محیط و این که چگونه می‌شود تحت آن عملکرد، می‌باشد.                                          |
| وفاق                     | وفاق، حالتی از آگاهی است که بر روی قابلیت‌های محیط و چگونگی کنش بر رویشان اصرار می‌ورزد. |
| جامعه کاری               | مفهوم جامعه کاری (اغلب با اختصار CoP یاد می‌گردد) به فرایند یادگیری اجتماعی و روش‌های اجتماعی-فرهنگی مشترکی اشاره دارد که در اثر تعامل افراد دارای اهداف مشترک و تلاش آنها برای دستیابی به این اهداف ظهور کرده و تکوین می‌یابد.                  |
| تشخیص ناورداها           | ادراک چیزی که تحت شرایط مختلف تغییر نمی‌کند |
| درک مستقیم (برداشت سریع) | روشی را توصیف می‌کند که عامل، قابلیت‌ها را در یک محیط بدون نیاز به محاسبه یا نمایش نمادین درک کند. |
| اثربخشی                  | توانایی عامل در تشخیص و استفاده از قابلیت‌های محیط |
| تجسم                     | تشریحِ این که، تأکید اولیه شناخت روی این است که جسم به عنوان بخشی از جهان است، واقعیت دارد. به دلیل موجودیت جسم در این دنیا، در یک فرایند پویا، ادراک و عمل اتفاق می‌افتد، این‌ها با هم تعامل کرده تا پردازش‌های شبیه‌سازی و نمایش امکان‌پذیر گردد. |
| مداخلهٔ پیرامونی مشروع    | مرحله یا مراحل آغازین عضویت یک شخص فعال در جامعه کاری، به طوری که او جهت تبدیل به عضوی با تمامی امکانات آن جامعه، فرصت و دسترسی لازمه را داشته باشد.                                                                                          |
| چرخه درک و کنش           | گیبسون (در ۱۹۸۶ میلادی) یک چرخه پیوستهٔ درک و عمل را توصیف کرد که مستدام و پویاست. عوامل همیشه به صورت ارادی در محیط درک و عمل می‌کنند. |

## اصول کلیدی

### قابلیت‌ها/اثرپذیری‌ها
جیمز جی. گیبسون، ایدهٔ قابلیت‌های محیط را به عنوان بخشی از ادراک رابطه‌ای معرفی نمود. ادراک نباید تنها به عنوان قرار دادن ویژگی‌های محیط در ذهن درک کننده پنداشته شود، بلکه باید به عنوان یک عنصر تعامل فرد با محیط خود مدنظر گرفته شود (گیبسون، ۱۹۷۷ میلادی). مفهوم قابلیت‌ها، در قلب طرح روانشناسی بوم‌شناختی که او پیشنهاد کرد قرار داشت. گیبسون بیان کرد که در هر نوع تعامل میان یک عامل و محیط، شرایط ذاتی یا ویژگی‌های محیط به عامل اجازه می‌دهد تا کنش‌های مشخصی را در محیط انجام دهد. او این اصطلاح را این‌گونه تعریف نمود: ویژگی‌های موجود در محیط که احتمالات عملکرد را نشان داده و در دسترس عامل قرار دارند تا عامل بصورت مستقیم آنها را درک نموده و بر مبنای آن عمل نماید. گیبسون بر روی قابلیت‌های اشیای فیزیکی، مانند دستگیره‌های در و صندلی‌ها تمرکز کرده و پیشنهاد داد که این قابلیت‌های محیط به صورت مستقیم توسط یک فرد درک می‌گردد و نیازی به مداخله توسط تجسم‌های ذهنی، مانند مدل‌های ذهنی ندارند. شایان ذکر است که ادعای درک مستقیم گیبسون، به عنوان یک فرایند مستقیم ملاحظه درک و رمزگذاری ویژگی‌های محیط از مدت‌ها قبل توسط طرفداران مدل ادراک مبتنی بر رده‌بندی به چالش کشیده شده‌است.
تمرکز پیرامون چنین تعاملاتی بین عامل و شرایط، در روانشناسی بوم‌شناختی، با برنامه‌های شناخت موقعیتی محققینی همچون جیمز جی. گرینو (در ۱۹۹۴ و ۱۹۹۸ میلادی) سازگار بوده، و گرینو از رد صریح فرضیه‌های اساسی روانشناسی تجربی توسط گیبسون استقبال نمود. نگرش شناخت موقعیتی متمرکز بر «ادراک و عمل است نه حافظه و بازیافت… یک عامل درک کننده/عمل کننده با یک محیط در حال رشد/تغییر یکجا می‌شود و آنچه که مهم پنداشته می‌شود چگونگی تعامل بین این دو است.»

## ارجاعات
1. ↑  John Seely Brown, Collins, & Duguid, 1989; Greeno, 1989
2. ↑  Greeno & Moore, 1993
3. ↑  Brown, Collins, & Duguid, 1989
4. 1 2  Suchman, Lucy (1987). Plans and situated actions: The problem of human-machine communication. Cambridge MA: Cambridge University Press. ISBN 978-0-521-33739-7.
5. ↑  Suchman, Lucy (January 1993). "Response to Vera and Simon's Situated Action: A Symbolic Interpretation". Cognitive Science. 17: 71–75. doi:10.1111/cogs.1993.17.issue-1.
6. 1 2  Lave & Wenger, 1991
7. ↑  Brown & Duguid, 2000; Clancey, 1994
8. ↑  Brown, Collins, & Duguid, 1989)
9. ↑  Young, 2004
10. ↑  Barsalou, L. Grounded Cognition (2008) Annu. Rev. Psychol. 2008. 59:617–45
11. ↑  James J. Gibson, 1986
12. ↑  Shaw, Kadar, Sim & Reppenger, 1992
13. ↑  Bredo, 1994
14. ↑  Leu et al. , 2009
15. ↑  Gibson, 1977
16. ↑  Greeno, 1994
17. ↑  Gibson 1979/1986
18. ↑  Young, Kulikowich, & Barab, 1997, p.  139